# Saab JAS 39 Gripen
Saab JAS 39 Gripen je švedsko večnamensko lahko lovsko letalo, ki ga je zasnovalo podjetje Industrigruppen JAS in izdeluje podjetje Saab. Ime je dobil po mitolškem bitju grifinu, ki ima telo leva ter krili in glavo orla. Načrtovano je, da bo nasledil prejšnji švedski letali Saab 35 Draken in Saab 37 Viggen. Švedska je ena izmed najmanjših držav na svetu, ki izdelujejo svoje lovce. Letalo ima delta krilo in kanarde. Ima sistem fly-by-wire in t. i. relaksirano stabilnost. Poganja ga Volvo RM12 (švedsko: Reaktionsmotor 12) - licenčno izdelani ameriški motor General Electric F404. JAS 39 ima relativno šibek motor v primerjavi s konkurenco, vendar lahko vseeno doseže 2 Macha. Kasnejše verzije letala so predelane po standardih zveze NATO in lahko prečrpavajo gorivo v zraku.
Z razvojem so začeli leta 1979, v uporabo je vstopil leta 1997. Pozneje so modificirali avioniko. Na začetku se je letalo slabo prodajalo na mednarodnem trgu, pozneje pa so primerke kupile tudi Južna Afrika, Češka, Madžarska in Tajska.
Zadnja verzija  Gripen JAS 39 E/F tudi Gripen NG ali Super-JAS je trenunto v razvoju, imela bo močnejši motor General Electric F414G, AESA Radar in povečano količino goriva. Mogoče bodo izdelali tudi palubno verzijo Sea Gripen za uporabo na letalonosilkah. Novo letalo je naročila Švedska, možna je tudi prodaja v Brazilijo in Švico.

## Tehnične specifikacije (JAS 39C/D Gripen)
- Posadka: 1 (2 za JAS 39D)
- Količina orožja: 5 300 kg (11 700 lb)
- Dolžina: 14,1 m (46 ft 3 in); dvosedežnik: 14,8 m (48 ft 5 in)
- Razpon kril: 8,4 m (27 ft 7 in)
- Višina: 4,5 m (14 ft 9 in)
- Površina kril: 30,0 m² (323 ft²)
- Prazna teža: 6 800 kg  (12 600 lb)
- Naložena teža: 8 500 kg (18 700 lb)
- Maks. vzletna teža: 14 000 kg (31 000 lb)
- Motor: 1 × Volvo RM12 turboventilatorski motor
- Potisk : 54 kN (12 100 lbf) (suh), za dodatnim zgorevanjem 80,5 kN (18 100 lbf)
- Maks. hitrost: Mach 2 (2 204 km/h, 1 372 mph) na višini
- Bojni radij: 800 km (500 mi, 432 nmi)
- Dolet (prazen):3 200 km (2 000 mi) za zuanjimi tanki
- Višina leta  (servisna): 15 240 m (50 000 ft)
- Obremenitev kril: 283 kg/m² (58 lb/ft²)
- Razmerje potisk/masa: 0,97

Orožje
- Top: 1× 27 mm Mauser BK-27 Revolver z 120 naboji
- Nosilci za orožje: 8 (3 na vsakem krilu in 2 pod trupom)
- Rakete:
- 6× AIM-9 Sidewinder (Rb.74) or IRIS-T (Rb 98)
- 4× AIM-120 AMRAAM (Rb.99) or MICA
- 4× Meteor (v razvoju)
- 4× AGM-65 Maverick (Rb.75)
- 2× KEPD.350
- 2× Rbs.15F anti-ship missile
- Bombe:
- 4× GBU-12 Paveway II laser-guided bomb
- 2× Bk.90 cluster bomb
- 8× Mark 82 bombs